# Coupe Mitropa 1981-1982
Navigation
Édition précédente Édition suivante
La Coupe Mitropa 1981-1982 est la quarante-deuxième édition de la Coupe Mitropa. Elle est disputée par quatre clubs provenant de quatre pays européens. Le Milan AC remporte le titre.

## Compétition
| Rang | Équipe               | Pts | J | G | N | P | Bp | Bc | Diff |  | Résultats (▼ dom., ► ext.) |     | Drapeau de la Tchécoslovaquie |     |     |
| ---- | -------------------- | --- | - | - | - | - | -- | -- | ---- |  | -------------------------- | --- | ----------------------------- | --- | --- |
| 1    | Milan AC             | 9   | 6 | 4 | 1 | 1 | 10 | 4  | +6   |  | Milan AC                   |     | 3-0                           | 2-1 | 2-0 |
| 2    | FC Vítkovice         | 8   | 6 | 3 | 2 | 1 | 11 | 7  | +4   |  | FC Vítkovice               | 2-1 |                               | 1-0 | 6-1 |
| 3    | NK Osijek            | 4   | 6 | 1 | 2 | 3 | 7  | 8  | -1   |  | NK Osijek                  | 1-1 | 0-0                           |     | 3-0 |
| 4    | Szombathelyi Haladás | 3   | 6 | 1 | 1 | 4 | 7  | 16 | -9   |  | Szombathelyi Haladás       | 0-1 | 2-2                           | 4-2 |     |